# Stazione di Prosecco
La stazione di Prosecco era una stazione ferroviaria posta sulla linea Trieste-Vienna. Ubicata nel territorio comunale di Sgonico, serviva tuttavia prevalentemente il centro abitato di Prosecco, quartiere di Trieste.

## Storia

Un'immagine della stazione nel 1979, periodo nel quale il traffico era già drasticamente calato.

Costituì la principale stazione di transito per carni vive e macellate, fra la penisola balcanica, e l'Italia. Venne utilizzata anche come luogo di contrattazione per l'acquisto di animali da macello. Il sovraffollamento e le lungaggini burocratici crearono situazioni ambientali difficili, con frequenti morie del bestiame, particolarmente nei periodi estivi.
Con la fine degli anni settanta del XX secolo, la politica economica italiana privilegiò, sempre più, gli acquisti all'interno della CEE, penalizzando così gli acquisti da paesi terzi. Ciò comportò una riduzione del numero di convogli in transito, e la cessazione della funzione di mercato, svolta in precedenza dalla stazione. Nel 1972, con la cosiddetta clausola di salvaguardia, Italia e Francia ottennero, da parte della CEE, la proibizione dell'acquisto di bestiame vivo dall'Europa orientale. Due anni dopo la clausola venne cancellata, in cambio dell'obbligo di depositi infruttiferi, di pari importo agli acquisti, presso la Banca d'Italia. Nel 1975 venne introdotta una licenza apposita per l'importazione. Queste limitazioni ridussero l'utilizzo dello scalo a transito per i convogli destinati a paesi africani. Nonostante questo, ancora nel 1979, vennero effettuati dei lavori di ampliamento e ammodernamento della struttura, basati su un piano di sviluppo, approvato nel 1973, dal governo, anche se senza la richiesta diretta da parte delle Ferrovie dello Stato.
La stazione venne soppressa il 26 febbraio 2012. Attualmente (2015) tutti i binari ad eccezione dei due passanti e tutti gli scambi risultano rimossi.